# 9A-91
O 9A-91 é uma carabina atualmente em uso pelas forças policiais russas. Foi projetada para ser uma alternativa mais barata e versátil do SR-3 "Vikhr".

## Galeria

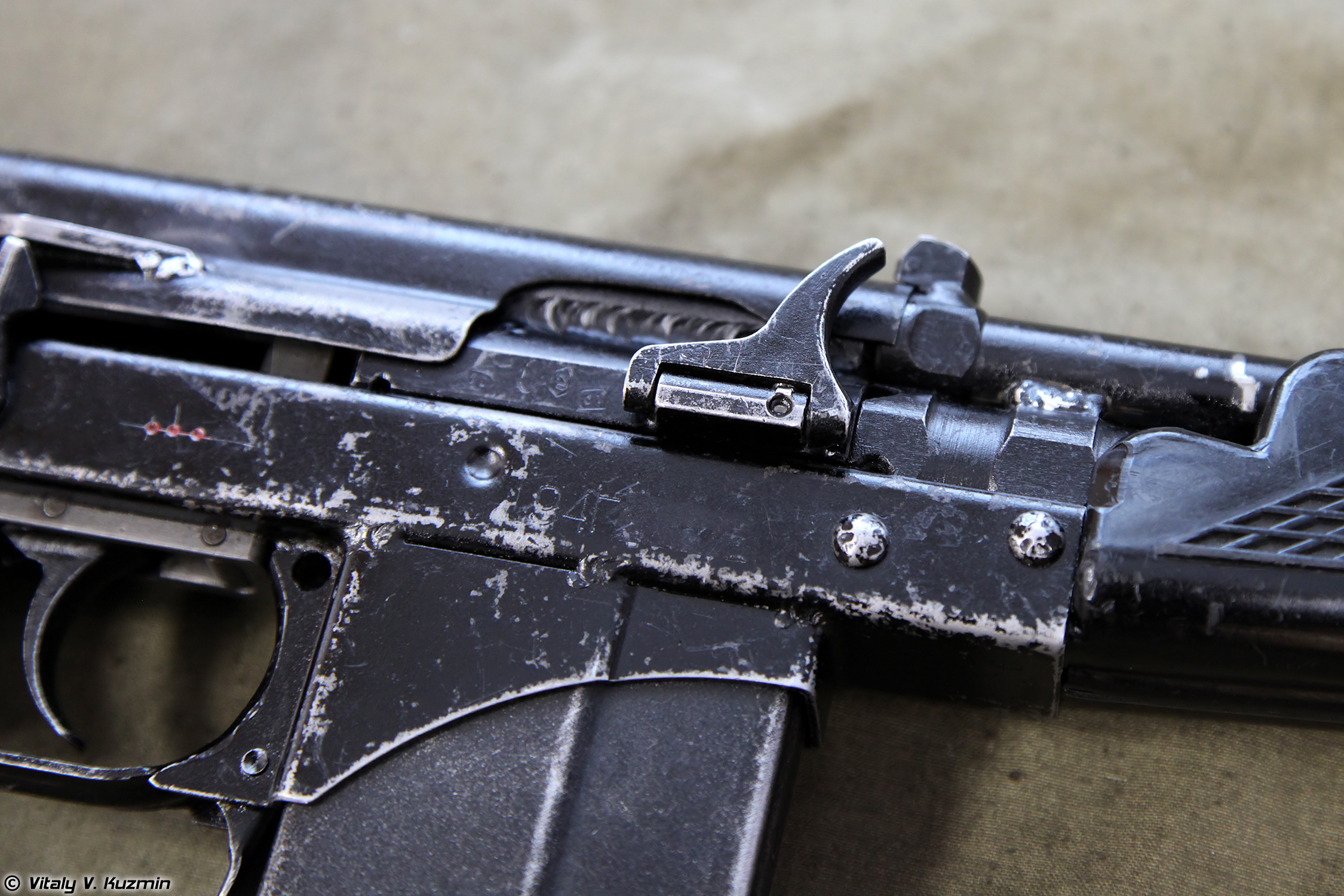
Alça de carregamento na posição dobrada

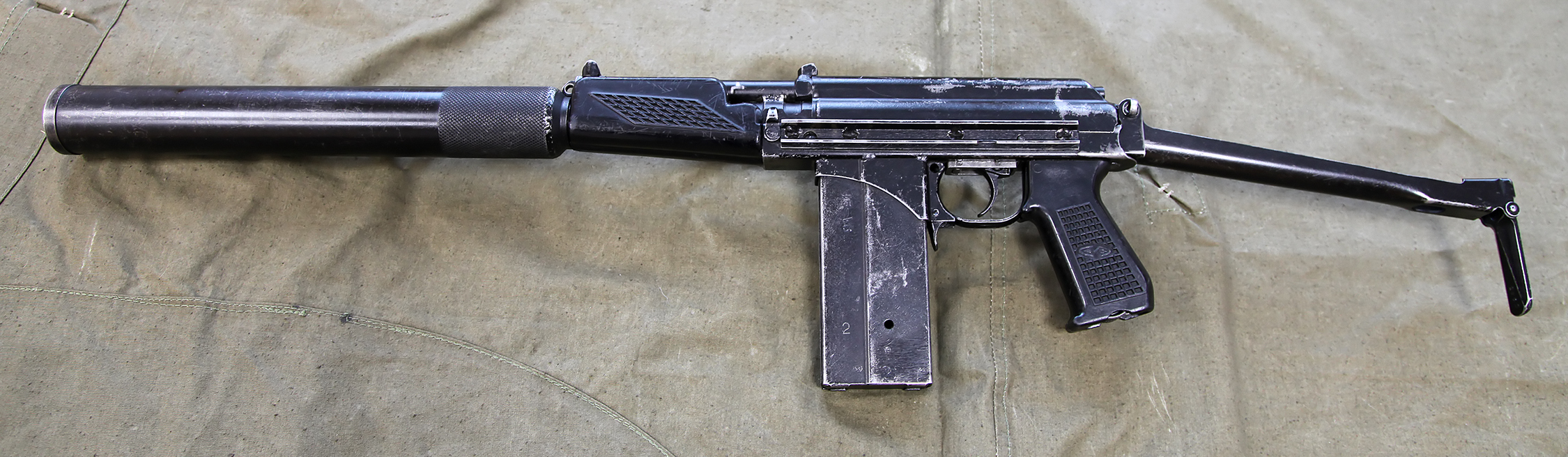
9A-91 com estoque totalmente estendido

## Usuários
- Rússia
- Mongólia[2]
- Bielorrússia[3]
- Síria[4]
- Quirguistão[5]